# The Stranger (film fra 1924)
The Stranger er en amerikansk stumfilm fra 1924 instrueret af Joseph Henabery.

## Medvirkende
- Betty Compson som Peggy Bowlin
- Richard Dix som Larry Darrant
- Lewis Stone som Keith Darrant
- Tully Marshall
- Robert Schable som Jim Walenn
- Mary Jane Irving som Maizie Darrant
- Frank Nelson som Jackal / Bill Cutts
- Marian Skinner